# Rijnsaterwoude

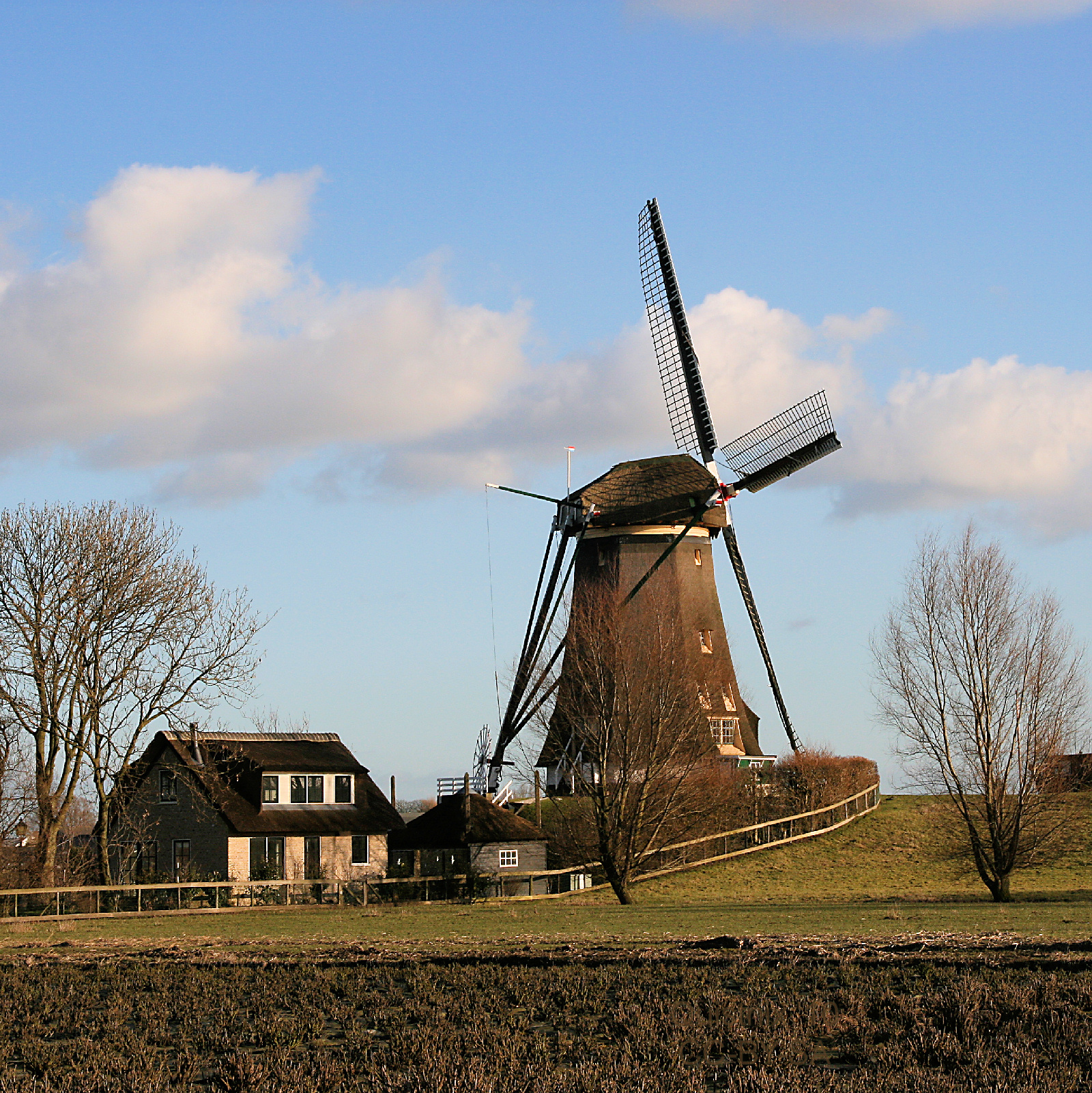
Rijnsaterwoude: il Geestmolen

Rijnsaterwoude, conosciuto popolarmente come Wouw, è un villaggio di circa 1.100-1.200 abitanti del sud-ovest dei Paesi Bassi, facente parte della provincia dell'Olanda Meridionale e situato lungo la sponda orientale del Braassemermeer, nell'area dei Kagerplassen. Dal punto di vista amministrativo, si tratta di un ex-comune, dal 1991 inglobato nella nuova municipalità di Jacobswoude e dal 2007 nella municipalità di Kaag en Braassem.

## Geografia fisica
Rijnsaterwoude si trova a sud-ovest dei Westeinder Plassen e ad est di Roelofarendsveen.
Il Braassemermeer bagna l'intera parte orientale del villaggio.

## Storia

### Dalle origini ai giorni nostri
Nel 1557, la signoria di Rijnsaterwoude divenne di proprietà del casato Van der Woude.

### Simboli
Lo stemma di Rijnsaterwoude è costituito da uno sfondo blu con una riga gialla, sopra la quale sono raffigurate due mezze lune di colore giallo e sotto la quale e raffigurata un'altra mezza luan di colore giallo.
Questo stemma è derivato da quello del casato Van der Woude.

## Monumenti e luoghi d'interesse
Rijnsaterwoude vanta 4 edifici classificati come rijksmonumenten e 3 edifici classificati come gemeentelijke monumenten .

### Architetture religiose

#### Woudse Dom
Principale edificio religioso di Rijnsaterwoude è il Woudse Dom, il duomo cittadino, eretto nel XV secolo e con una navata del XVII secolo.

### Architetture civili

#### Geestmolen
Altro edificio d'interesse è il Geestmolen, un mulino a vento risalente al 1707.

## Società

### Evoluzione demografica
Nel 2017, Rijnsaterwoude contava una popolazione pari a 1.150 abitanti, in maggioranza di sesso femminile (51,3%).
Il dato è tendente al rialzo: nel 2016 il villaggio contava infatti 1.130 abitanti, mentre nel 2015 ne contava 1.135. Il villaggio aveva conosciuto precedentemente un progressivo decremento demografico a partire dal 2013, quando contava 1.220 abitanti.